# L'Écho du Sud
Pour les articles homonymes, voir L'Écho et Les Échos.
L'Écho du Sud est un hebdomadaire généraliste francophone fondé le 13 avril 1929 à Fianarantsoa, Madagascar, par l'industriel et colon français Louis Cambrézy. À l'origine, le journal s'inscrit dans un contexte colonial et vise à représenter les intérêts des colons établis dans le sud de Madagascar. Succédant à La Voix du Sud, il vise à couvrir l’actualité du sud de Madagascar et de l’océan Indien. Publié chaque samedi, il traite de sujets variés, allant de la politique à l’économie, en passant par la culture et la société.
En 2022, son nom est repris par le groupe Ferber pour un site internet, sans lien avec le journal papier original. Il s'en sert pour mettre en œuvre des pratiques commerciales trompeuses, allant de la publicité non déclarée à la tentative d'extorsion.

## Histoire

### Fondation et période pré-indépendance
Le 13 avril 1929, Louis Cambrézy, industriel français, fonde le journal L'Écho du Sud : organe des intérêts généraux du Sud de Madagascar, à Fianarantsoa. Il a pour but de maintenir un journal en activité à la suite de la disparition un an plus tôt de La Voix du Sud, un autre journal fondé à Fianarantsoa par Jules Thibier.
Son siège social se situe avenue Clemenceau, à Fianarantsoa, et il est imprimé par l'Imprimerie du Betsileo. Il est diffusé à un prix de 0,40 franc.
Le journal paraît tous les samedis et traite des informations générales à Madagascar.
C'est grâce à ce journal que Louis Cambrézy est fait chevalier de la Légion d'honneur en 1935, par Louis Rollin, alors Ministre des colonies.
Le journal est ouvertement en faveur du colonialisme et du maintien de la France en Afrique, son fondateur ayant lui-même pris part à l'expédition de Madagascar. À partir de 1936, il prend parti pour les républicains espagnols victimes des franquistes. Pendant la Seconde Guerre mondiale, le journal prend position contre la France de Vichy, qui persécuta son fondateur Louis Cambrézy pour son appartenance à la franc-maçonnerie.

### Reprise par le groupe Ferber et controverses
En 2022, son nom est repris par Ferber Enterprises (mg), une holding qui publie un site internet et s'en sert pour faire chanter ses clients victimes des pratiques trompeuses de ses filiales, en y publiant des articles diffamatoires centrés sur les clients ayant publié des avis négatifs sur leur expérience avec Ferber Enterprises dont la suppression est explicitement promise dès suppression desdits avis négatifs. Ainsi, en 2023, L'Écho du Sud est au cœur d'une polémique après avoir publié un article diffamatoire à l'encontre d'une cliente de Ferber Painting, une société du groupe Ferber. Cette cliente témoigne être victime de chantage après avoir publié un avis négatif sur Ferber Painting, et qu'il lui aurait été proposé de supprimer cet article si elle acceptait de supprimer son avis négatif. D'autres articles de la même veine ont également été publiés,,,. 
Tout en faisant de la publicité non déclarée pour les produits du Groupe, le site internet dénigre également les concurrents de ses sociétés sœurs. 